# Business Payments Solution Provider
Business Payment Solution Provider（BPSP）とは、カード支払いを受け付けていない売り手企業とカード支払いをしたい買い手企業をつなぐ、大手カードブランドであるVISAが提唱し始めたBtoB向け決済ソリューションのことである。

## 概要
クレジットカード決済を受け付けていない外注先とクレジットカードで請求書の決済をしたい発注者との間に、BPSP事業者と呼ばれる仲介者を置くことで、クレジットカードでの決済を可能にする仕組みである。決済を行う発注者側は、実質最大60日間の支払い先延ばしが可能となる。
日本国内では2022年3月より提供を開始した。
Visa以外もMastercardがBPAP（Business Payment Aggregator Program）、JCBがBBPS（BtoB Payment Service）という名称で、ほぼ同様のサービスを提供している。
上記サービスの提供企業からは「請求書カード払いサービス」という言い回しで売り出されるケースも多い。

## サービス提供会社
- UPSIDER、クレディセゾン - 支払い.com
- マネーフォワードケッサイ - マネーフォワード 請求書カード払い for Startups
- ジェーシービー、デジタルガレージ - 請求書カード払い
- オリエントコーポレーション、デジタルガレージ - オリコの請求書カード払い
- DGフィナンシャルテクノロジー - DGFT 請求書カード払い
- ROBOT PAYMENT - 1click後払い
- 三井住友カード - 請求書支払い代行サービス
- SBIビジネス・ソリューションズ - クレカ QUICK
- Payment Technology - Okurasu
- FINUX - INVOY
- ラボル - labol（ラボル）
- GMOペイメントゲートウェイ - GMO後払い